# Lijenost
Lijenost je nedostatak volje pojedinca za radom ili trudom u obavljanju aktivnosti. Nazivati osobu lijenom uglavnom se smatra pogrdno ili kao psovka.
Lijenost se može podijeliti na dvije vrste:
- generička lijenost,
- ciljana lijenost.

## Generička lijenost
Generička lijenost nedostatak je volje za aktivnošću koja je nužna ili potrebna nekom pojedincu. Ova vrsta lijenosti nerijetko može graničiti s depresijom i uključuje generalni nedostatak volje za aktivnošću.
Primjeri:
- nedostatak volje za ustajanjem iz kreveta nakon podužeg odmora.

## Ciljana lijenost
Ciljana lijenost nedostatak je volje za aktivnošću koja ne uzrokuje osjećaj ugode ili uzrokuje fizičku, psihičku ili psihofizičku neugodu.
Primjeri:
- nedostatak volje za bavljenjem sportom,
- nedostatak volje za održavanjem osobne higijene,
- nedostatak volje za učenjem.

## Povezani članak
- Etika rada